# Pediobius italicus
Pediobius italicus är en stekelart som beskrevs av Boucek 1965. Pediobius italicus ingår i släktet Pediobius och familjen finglanssteklar.
Artens utbredningsområde är Italien. Inga underarter finns listade i Catalogue of Life.